# باغ‌وحش کابل
باغ‌وحش کابل واقع در افغانستان و در شهر کابل می‌باشد.
باغ‌وحش کابل در سال ۱۹۶۷ با تمرکز بر روی حیوانات افغانستان افتتاح شد. باغ‌وحش تا سال ۱۹۷۲ بیش از ۵۰۰ حیوان و حدود ۱۵۰٬۰۰۰ بازدید کننده داشت.